# رابح الخرایفی
رابح الخرایفی (عربی: رابح الخرایفی) (زاده ۲۲/۵/۱۹۶۹) در شهر رباح به دنیا آمد. وی وکیل و استاد دانشگاه می‌باشد و در ۲۳ اکتبر ۲۰۱۱ برای مجلس مؤسسان تونس انتخاب شد، و عضو کمیته‌های قضایی، اداری، مالی و قانون اساسی بود و به هیچ فراکسیونی در مجلس وابسته نبود. وی از حوزه انتخاباتی جندوبه می‌باشد.

## تحصیلات
او دارای مدرک دکترا در قانون عمومی است و در دادگاه امور خارجه وکیل است. وی همچنین چندین دوره در دانشکده علوم حقوقی و اقتصادی استاد بوده‌است.

## فعالیت سیاسی
آغاز کار سیاسی وی با خواندن کتاب‌هایی مانند منشور و سخنرانی‌های ناصر بود، وی در دوران دبیرستان با نوشته‌های تئوری دولت عصمت سیف از چهره‌های انقلاب عربی آشنا شد و به تشکیلات یک واحد کوچک در محله خود پیوست، سپس در دوران دانشگاه -۱۹۹۰ ۱۹۸۹ با این گروه مخالفت کرد و با یک گروه جوانان جنبش سوسیالیستی دموکراتیک فعالیت نمود و سپس به جنبش جوانان دمکراتیک سوسیالیستی پیوست و خودش را تحمیل کرده و عضو دفتر اجرائی جوانان دمکراتیک و مسئول روابط خارجی آن شد.

در سال ۱۹۹۵، از جنبش جوانان بخاطر مواضعش به نفع زین العابدین بن علی خارج شد و وارد سازمان عفو بین‌الملل شعبه تونس شد، و همچنین وارد لیگ تونس برای حقوق بشر، شاخه ای از جندوبه شد تا اینکه در سال ۲۰۰۳ وارد حزب ترقی خواه دموکرات شد و در کنفرانس سال ۲۰۰۶ این حزب به سطح دفتر سیاسی ارتقاء یافت.

از سال ۲۰۰۹ او رئیس کمیسیون حقوقدانان عفو بین‌الملل شعبه تونس و عضو کنگره ملی عرب است.

## استعفاء
در تاریخ ۱۷/۸/۲۰۱۴ بخاطر عدم اعتماد در جریان رای‌گیری روی لیست نمایندگان جندوبه در انتخابات مجلس آینده از حزب جمهوری استعفاء داد.

## انتشارات
در می ۲۰۱۵ کتابی تحت عنوان «آئین‌نامه داخلی مجلس شورا در تونس» ، منتشر نمود.